# Buenavista (Tlahuiltepa)
Buenavista es una localidad de México localizada en el municipio de Tlahuiltepa en el estado de Hidalgo.

## Geografía
Se encuentra en la región geográfica de la Sierra Alta. Le corresponden las coordenadas geográficas 20° 59’ 28.884” de latitud norte y 98° 58’ 30.109” de longitud oeste, con una altitud de 906 m s. n. m. Cuenta con un clima semicálido subhúmedo con lluvias en verano, de humedad media.
En cuanto a fisiografía se encuentra en la provincia de la Sierra Madre Oriental, dentro de la subprovincia del Carso Huasteco; su terreno es de sierra. En lo que respecta a la hidrografía se encuentra posicionado en la región del Pánuco, dentro de la cuenca del río Moctezuma, y en la subcuenca del río Amajac.

## Demografía
En 2020 registró una población de 638 personas, lo que corresponde al 7.02 % de la población municipal. De los cuales 294 son hombres y 344 son mujeres.
| Gráfica de evolución demográfica de Buenavista entre 1930 y 2020                             |
|                                                                                              |
| Población de los censos y conteos del Instituto Nacional de Estadística y Geografía (INEGI). |